# دي بيرز
دي بيرز أو دي بيرس (بالإنجليزية: De Beers)‏ شركة متعددة الجنسيات لها الريادة في مجال التعدين وتستحوذ على سوق الألماس عالميا. مقرها في لكسمبورغ ولها عمليات كبرى في جنوب أفريقيا وكندا. وقد تفرعت في أنشطتها لمجالات شتى غير التعدين.
اسس الشركة سيسل رودس تحت مسمى روديسيا، زيمبابوي (حاليا) في عام 1888 ومن ثم تولت شركة جنوب إفريقيا البريطانية مسؤولية هذه المنطقة أصبح روس غنيًا وصاحب نفوذ واسع بعد أن دمج جميع مناجم الألماس ضمن مؤسسة موحدة وذلك سنة 1888م.

## تاريخ دي بيرز

### التأسيس

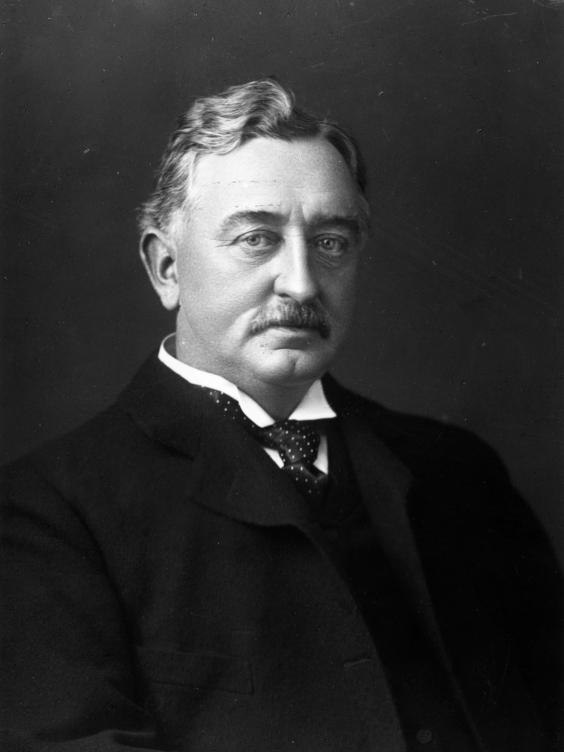
أسس سيسيل رودس شركة دي بيرز في عام 1888

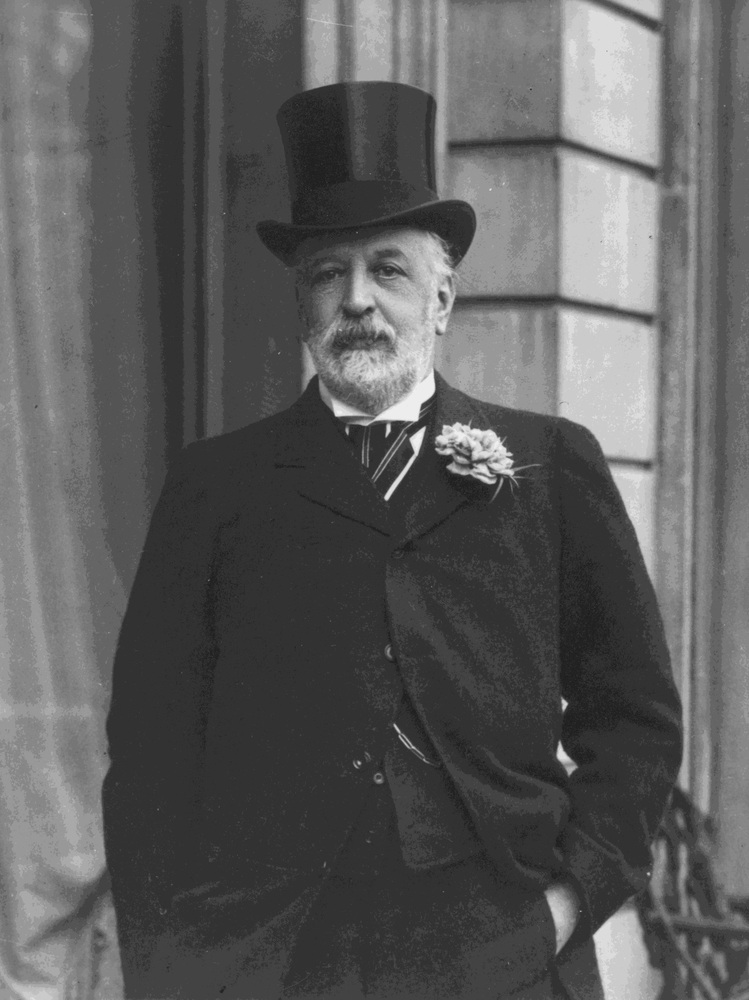
قام ناثان روتشيلد البارون الأول لروتشيلد من عائلة روتشيلد، بتمويل تطوير دي بيرز

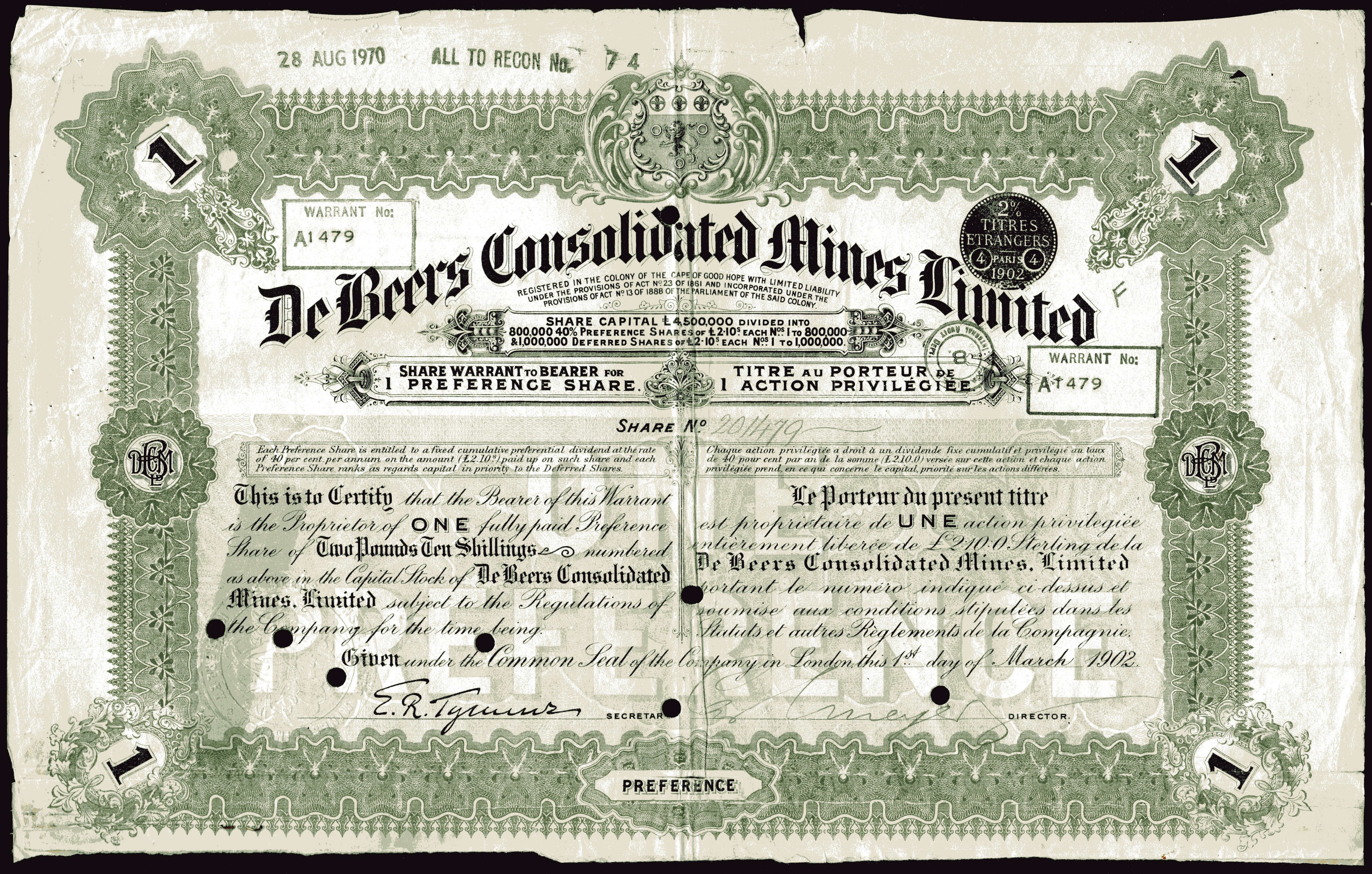
الحصة التفضيلية لشركة دي بيرز الموحّدة للمناجم المحدودة الصادرة في 1 مارس 1902

اشتق اسم «دي بيرز» من المستوطنين الهولنديين الأخوين ديدريك أرنولدوس دي بير (25 ديسمبر 1825 - 1878) ويوهانس نيكولاس دي بير (6 ديسمبر 1830 - 20 يونيو 1883) الذي كان يمتلك مزرعة في جنوب إفريقيا تُدعى فورويتزيخت (بالهولندية تعني «احتمال» أو «نظرة مستقبلية») بالقرب من زاندفونتين في مقاطعة بشوف في أورانج فري ستيت. بعد أن اكتشفوا الماس على أرضهم أجبرتهم الطلبات المتزايدة من الحكومة البريطانية على بيع مزرعتهم في 31 يوليو 1871 للتاجر ألفريد جونسون إبدين (1820–1908) مقابل 6600 جنيه إسترليني. سيصبح فورويتزيخت موقع الحفرة الكبيرة ومنجم دي بيرز منجمان ناجحان للماس. وأصبح اسمهم الذي تم إعطاؤه لأحد المناجم مرتبطًا بالشركة.
بدأ سيسيل رودس مؤسس شركة جنوب إفريقيا البريطانية بدايته من خلال تأجير مضخات المياه لعمال المناجم خلال اندفاع الماس الذي بدأ في عام 1869 وذلك عندما وجدت ألماسة تزن 83.5 قيراطًا تسمى «نجمة جنوب إفريقيا» في هوب تاون بالقرب من نهر أورانج في جنوب إفريقيا. لقد استثمر أرباح هذه العملية في شراء مطالبات مشغلي التعدين الصغار، وسرعان ما توسعت عملياته إلى شركة تعدين منفصلة. وسرعان ما حصل على تمويل من عائلة روتشيلد التي ستمول توسيع أعماله. تم تأسيس مناجم دي بيرز الموحدة في عام 1888 من خلال اندماج شركتي بارني بارناتو وسيسيل رودس، وفي ذلك الوقت كانت الشركة المالك الوحيد لجميع عمليات تعدين الماس في البلاد. في عام 1889 تفاوض رودس على اتفاقية إستراتيجية مع نقابة الماس في لندن، والتي وافقت على شراء كمية ثابتة من الماس بسعر متفق عليه، وبالتالي تنظيم الإنتاج والحفاظ على الأسعار. وسرعان ما أثبتت الاتفاقية أنها ناجحة للغاية - على سبيل المثال أثناء الركود التجاري في 1891-1892، تم تقليص العرض ببساطة للحفاظ على السعر. وقد كان رودس قلقًا بشأن تفكك الاحتكار الجديد، حيث صرح للمساهمين في عام 1896 أن «الخطر الوحيد للشركة هو الاكتشاف المفاجئ لمناجم جديدة، والتي ستعمل الطبيعة البشرية بتهور على حسابنا جميعًا».
أثبتت حرب البوير الثانية أنها وقت صعب للشركة. إذ كانت كيمبرلي محاصرة بمجرد اندلاع الحرب، مما يهدد مناجم الشركة القيمة. وانتقل رودس شخصيًا إلى المدينة في بداية الحصار من أجل ممارسة الضغط السياسي على الحكومة البريطانية لتحويل الموارد العسكرية نحو تخفيف الحصار بدلاً من تحقيق أهداف حرب إستراتيجية أكثر. وعلى الرغم من خلافه مع الجيش وضع رودس الموارد الكاملة للشركة تحت تصرف المدافعين، وقام بتصنيع القذائف والدفاعات وقطار مدرع وبندقية اسمها لونغ سيسيل في ورش الشركة.

### تحكم أوبنهايمر
في عام 1898 تم اكتشاف الماس في مزارع بالقرب من بريتوريا في ترانسفال. أدى أحدهما إلى اكتشاف منجم بريمير. تم تسجيل منجم بريمير في عام 1902 وتم العثور على ماسة كولينان، هي أكبر ماسة خام تم اكتشافها على الإطلاق هناك في عام 1905. (تم تغيير اسم منجم بريمير إلى منجم كولينان في عام 2003). ومع ذلك رفض صاحبها الانضمام إلى كارتل دي بيرز. وبدلاً من ذلك بدأ المنجم في البيع لزوج من التجار المستقلين يدعى برنارد وإرنست أوبنهايمر، مما أضعف معقل دي بيرز. كان فرانسيس أوتس الذي أصبح رئيسًا لشركة دي بيرز في عام 1908 رافضًا للتهديدات من منجم بريمير والاكتشافات في جنوب غرب إفريقيا الألمانية. ومع ذلك سرعان ما تعادل الإنتاج لجميع مناجم دي بيرز مجتمعة. تم تعيين إرنست أوبنهايمر الوكيل المحلي لنقابة لندن القوية، وترقى إلى منصب عمدة كيمبرلي في غضون 10 سنوات. لقد فهم المبدأ الأساسي الذي عزز نجاح دي بيرز، حيث صرح في عام 1910 أن «الفطرة السليمة تخبرنا أن الطريقة الوحيدة لزيادة قيمة الماس هي جعلها نادرة أي تقليل الإنتاج».
خلال الحرب العالمية الأولى تم أخيرًا استيعاب منجم بريمير في دي بيرز. وعندما توفي رودس عام 1902 سيطرت دي بيرز على 90٪ من إنتاج الماس في العالم. تولى إرنست أوبنهايمر رئاسة الشركة في عام 1929 بعد شراء الأسهم والتعيين في مجلس الإدارة في عام 1926. كان أوبنهايمر قلقًا للغاية بشأن اكتشاف الماس في عام 1908 في جنوب غرب إفريقيا الألمانية؛ خوفًا من أن تؤدي زيادة العرض إلى إغراق السوق ودفع الأسعار للانخفاض.
ادعى رئيس وكالة المخابرات المركزية السابق الأدميرال ستانسفيلد تورنر أن دي بيرز قيد وصول الولايات المتحدة إلى الماس الصناعي اللازم للجهود الحربية للبلاد خلال الحرب العالمية الثانية.
في مايو 1955 افتتح إرنست أوبنهايمر المقر الجديد الذي جمع بين عمليات شركة أنجلو أمريكان ومجموعة دي بيرز. وبعد وفاة إرنست في نوفمبر 1957، نقل عمليات أنجلو ودي بيرز إلى ابنه هاري أوبنهايمر. وفي عهد هاري توسعت الشركة إلى عدة دول مختلفة حول العالم، بما في ذلك كندا وأستراليا وماليزيا والبرتغال وزامبيا وتنزانيا. في جنوب إفريقيا عارض هاري الفصل العنصري بحجة أنه يعيق النمو الاقتصادي. بالطبع تم إلقاء اللوم عليهم على أي حال لأن دي بيرز تعرض لانتقادات لأنه استفاد من النظام خلال فترة الفصل العنصري. وبحلول عام 1973 شكلت أنجلو ودي بيرز 10 في المائة من الناتج القومي الإجمالي لجنوب إفريقيا و30 في المائة من صادرات البلاد.
خلال الستينيات والسبعينيات من القرن الماضي حاولت شركة دي بيرز الدخول سراً إلى سوق الماس في الولايات المتحدة، حيث أُجبرت على سحب أصولها الأمريكية في عام 1975 لتجنب خطر انتهاك قوانين مكافحة الاحتكار. ثم تنحى هاري أوبنهايمر عن منصبه كرئيس ومدير أنجلو أمريكان ودي بيرز في ديسمبر 1982.

### تغييرات القرن الحادي والعشرين

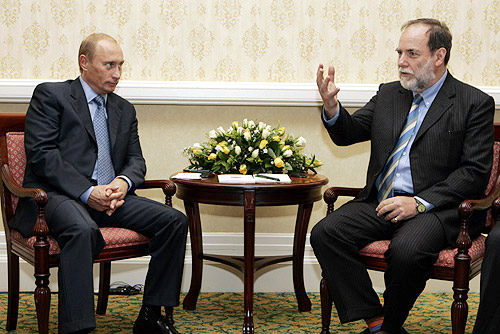
لقاء الرئيس الروسي فلاديمير بوتين برئيس دي بيرز السابق نيكي أوبنهايمر في جنوب إفريقيا عام 2006

خلال القرن العشرين استخدمت دي بيرز عدة طرق للاستفادة من موقعها المهيمن للتأثير على سوق الماس الدولي. أولاً أقنعت المنتجين المستقلين بالانضمام إلى احتكار القناة الواحدة. وعندما لم يفلح ذلك أغرق السوق بالماس على غرار الماس المنتجين الذين رفضوا الانضمام. ثم اشترت وخزنت الماس الذي أنتجه مصنعون آخرون بالإضافة إلى الماس الفائض من أجل التحكم في الأسعار عن طريق الحد من العرض. أخيرًا اشترت الماس عندما انخفضت الأسعار بشكل كبير، كما حدث خلال فترة الكساد العظيم.
في عام 2000 تغير نموذج أعمال دي بيرز بسبب عوامل مثل قرار المنتجين في كندا وأستراليا بتوزيع الماس خارج قناة دي بيرز، بالإضافة إلى زيادة الوعي بألماس الدم الذي أجبر على دي بيرز «تجنب مخاطر الدعاية السيئة» من خلال قصر المبيعات على منتجاتها الملغومة. انخفضت حصة دي بيرز في السوق من الماس الخام من 90٪ في الثمانينيات إلى 29.5٪ في 2019؛ بسبب سوق الألماس المجزأ الذي يجلب منافسة أكبر، فضلاً عن المزيد من الشفافية والسيولة.
في نوفمبر 2011 أعلنت عائلة أوبنهايمر عن نيتها بيع كل حصتها البالغة 40٪ في دي بيرز إلى شركة أنجلو أمريكان بي إل سي، وبالتالي زيادة ملكية أنجلو أمريكان للشركة إلى 85٪ (النسبة المتبقية 15٪ مملوكة لحكومة جمهورية الصين الشعبية في بوتسوانا). بلغت قيمة الصفقة 3.2 مليار جنيه إسترليني (5.1 مليار دولار أمريكي) نقدًا وأنهت ملكية سلالة أوبنهايمر لمدة 80 عامًا لشركة دي بيرز.

### التسويق
نجحت دي بيرز في الإعلان عن الماس للتلاعب بطلب المستهلكين. من أكثر استراتيجيات التسويق فعالية تسويق الماس كرمز للحب والالتزام. صاغ فرانسيس جيريتى (1916-1999) مؤلف الإعلانات الذي يعمل لصالح N.W. Ayer & Son الشعار الإعلاني الشهير «الماس للأبد» في عام 1947. في عام 2000 صنفت مجلة عصر الإعلان «الماس هو للأبد» أفضل شعار إعلاني في القرن العشرين.
تشمل الحملات الناجحة الأخرى «خاتم الخلود» (الذي يُقصد به كرمز لاستمرار المودة والتقدير)، و«الحلقة الثلاثية» (المقصود منها تمثيل الماضي والحاضر والمستقبل للعلاقة) و«خاتم اليد اليمنى» (من المفترض أن تشتريها المرأة وتلبسها كرمز للاستقلال).
عرضت دي بيرز إعلانات تلفزيونية تظهر فيها صور ظلية لأشخاص يرتدون الماس على أنغام موسيقى «بالاديو» لكارل جنكينز. بدأت الحملة بعنوان «الظلال والأضواء» في ربيع عام 1993. ألهمت الأغنية لاحقًا ألبومًا تجميعيًا باسم الموسيقى الماسية "Diamond Music"، صدر في عام 1996 والذي يضم جناح «بالاديو». وسخر إعلان تجاري لشركة فيريزون وايرلس في عام 2010 من نقاط دي بيرز.
في مايو 2018 قدمت دي بيرز علامة تجارية جديدة تسمى صندوق مضئ "Lightbox" مصنوعة من الماس الصناعي. تبدأ الأحجار الاصطناعية من 200 دولار للربع قيراط إلى 800 دولار للقيراط الكامل للماس. وتجارة الماس المزروع في المختبر الجديد بحوالي عُشر تكلفة الماس الطبيعي. وبدأت العلامة التجارية الجديدة بيعها في سبتمبر 2018 ويتم إنتاجها في جريشام بولاية أوريغون، وهي منشأة بقيمة 94 مليون دولار باستخدام الكهرباء الرخيصة في المنطقة، والتي افتتحت في عام 2018 بسعة 500000 قيراط من الماس الخام سنويًا.

## عمليات

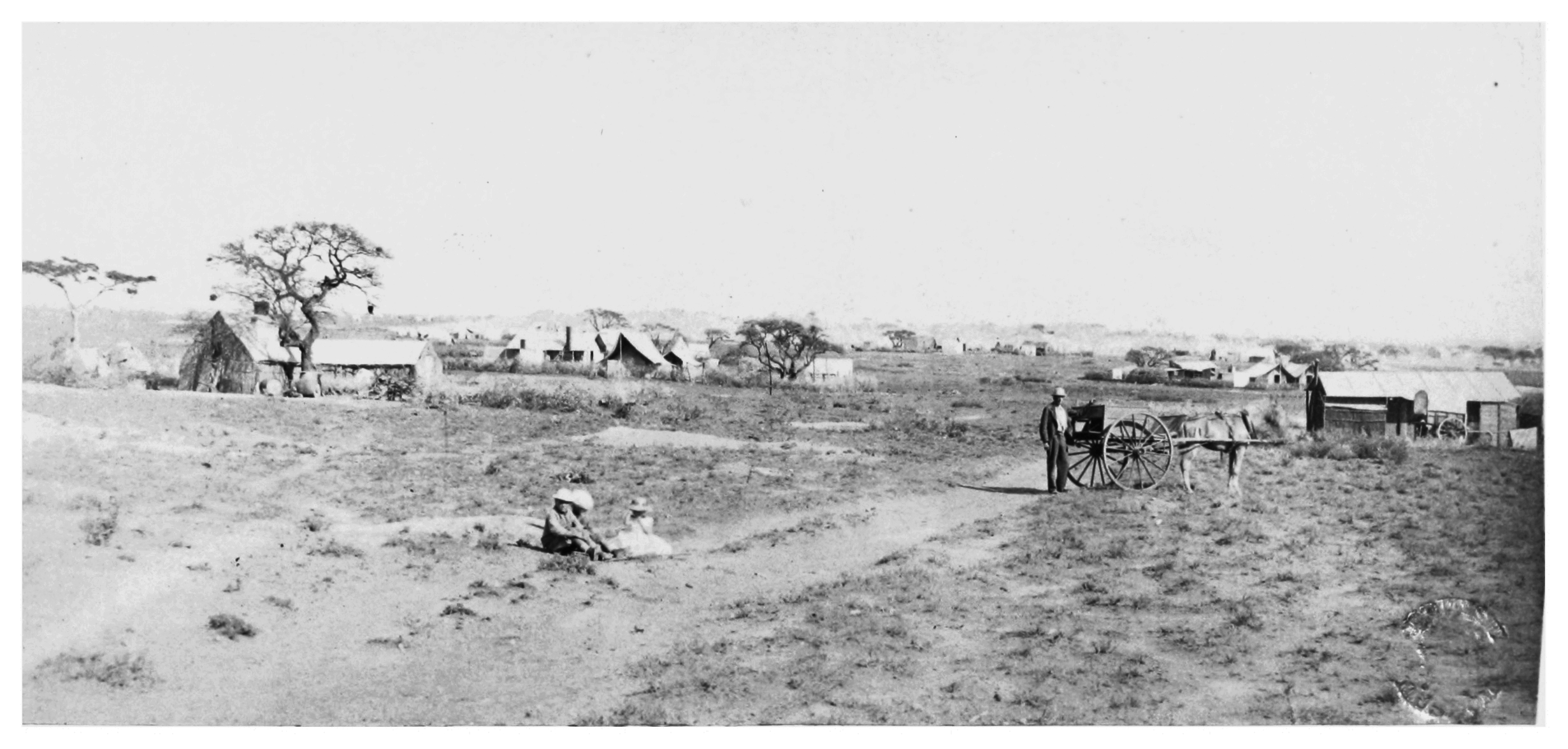
المنجم الأصلي 1873م في كيمبرلي (جنوب أفريقيا)

يتم التعدين في بوتسوانا من خلال شركة التعدين دبسوانا وهي مشروع مشترك بنسبة 50-50 مع حكومة جمهورية بوتسوانا. وهي تشغل أربعة مناجم -جوانينج وأورابا وليتلهاكان ودمتشا- على الرغم من وضع دمتشا للرعاية والصيانة في عام 2015.

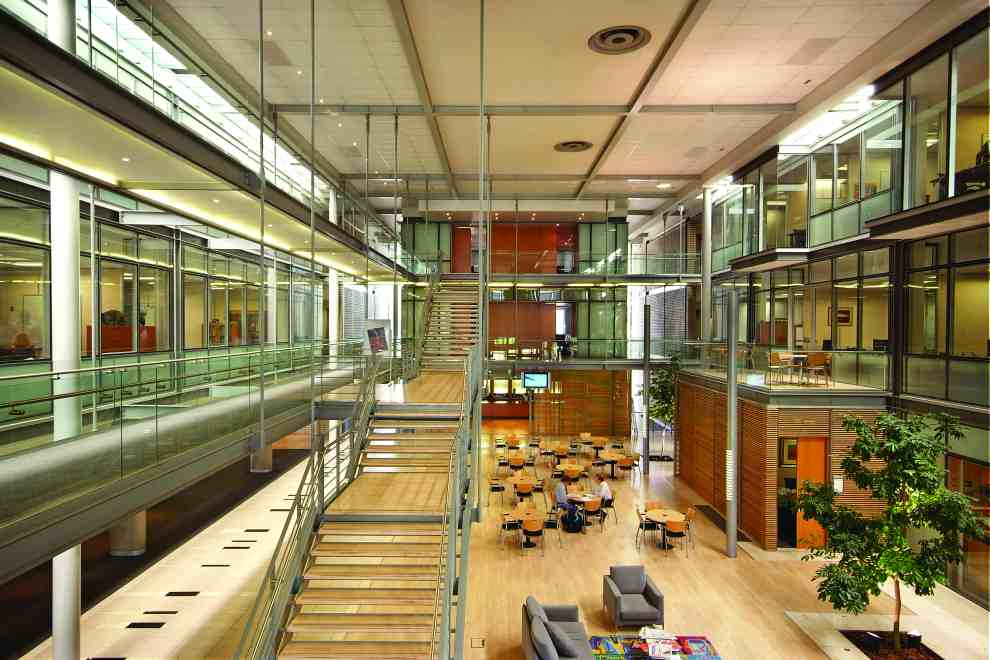
مكتب الشركة في جوهانسبرغ.